# 전상훈 (법조인)
전상훈(田尙勳, 1965년 ~)은 제45대 부산지방법원장이다.

## 생애
1965년 경상남도 마산시에서 태어나 마산고등학교와 부산대학교 법학과를 졸업한 뒤, 31회 사법시험에 합격하여 사법연수원을 22기로 수료하였다. 이후 2015년 창원지방법원 마산지원장, 2018년 부산지방법원 수석부장판사 등을 거쳤다. 이후 2021년에 최초로 김명수 대법원장이 실시한 법원장 후보 추천제를 통해 제45대 부산지방법원장에 취임하였다. 각종 재판업무를 담당하여 실무에 능통한 것으로 알려져 있다.